# Tropicis sexcarinatus
Tropicis sexcarinatus is een keversoort uit de familie houtzwamkevers (Ciidae). De wetenschappelijke naam van de soort werd in 1876 als Cis sexcarinatus gepubliceerd door Charles Owen Waterhouse.